# Râul Pria, Homorod
Râul Pria este un curs de apă, afluent al râului Homorod.  

## Hărți
- Harta județului Hunedoara
- Harta munților Apuseni